# Диллинджер (фильм, 1991)
«Диллинджер» (другое название — «История Диллинджера») — телевизионный фильм.

## Сюжет
Фильм основан на реальной истории знаменитого американского гангстера Джона Диллинджера, ставшего самым известным грабителем банков во время Великой депрессии. С момента первого ограбления до момента убийства Диллинджера агентами ФБР прошло чуть больше 13 месяцев.

## В ролях
- Марк Хэрмон — Джон Диллинджер
- Шерилин Фенн — Билли Фрешетт
- Уилл Пэттон — Мелвин Пёрвис
- Брюс Эбботт — Гарри Пьерпонт
- Патриция Аркетт — Полли Гамильтон

## Съёмочная группа
- Режиссёр: Руперт Уэйнрайт
- Продюсер: Арт Левинсон
- Сценарист: Пол Ф. Эдвардс
- Композитор: Дэвид МакХью
- Оператор: Дональд М. Морган